# Ostendesa
Ostendesa es una danza de salón, originaria de Bélgica y probablente de la ciudad de Ostende e introducida en Francia hacia el año 1880.
Se baila al compás de 2/4. Primero se ejecutan cuatro compases de balancé sobre una y otra pierna; luego otros cuatro de galop, repitiéndose el todo dos veces y después un tiempo de polka de 16 compases. 